# Ластівка Богдан Дарійович
Богдан Дарійович Ластівка (нар. 16 березня 1962, Чернівці) — український співак-шансоньє, конферансьє, актор та режисер-докуметаліст.

## Життєпис
Богдан Ластівка народився 16 березня 1962 року в Чернівцях у сім'ї Ластівки Дарія Григоровича, Заслуженого артиста України, балетмейстера Буковинського ансамблю пісні й танцю, та Андронової Валентини Леонідівни, артистка балету. Закінчив Середню школу № 26, Чернівецьке музичне училище, Київську консерваторію по класу ударних інструментів.
Працював в оперній студії при Київській державній консерваторії, конферансьє у київському театрі «Афродіта», грав у вокально-інструментальному ансамблі «Стожари» (Чернігівська філармонія), Чернівецькому симфонічному оркестрі (в групі ударних інструментів). Займався рекламою на телебаченні у представництві телеканалу «ICTV» в Чернівцях, де працював режисером реклами, оператором. Згодом на телеканалі «ТВА» режисером реклами.

## Дорорбок
Режисер-документаліст
- «Знати, щоби жити»
- «Місто банків»
- «32-е жовтня»

Актор
- 2017 — «Легенда Карпат» — пан Пшелуцький

Співак (альбоми)
- «Ми Чернівецькі» (2005, спільно з Емілем Крупником)
- «Шансон брусчатки» (2005)
- «Житуха» (2008)

## Премії та нагороди
- 2004 — лавреат міжнародного фестивалю шансону «Пісні, заспівані серцем» (Київ)[2].